# 吉澤慶信
吉澤 慶信（よしざわ よしのぶ、1944年11月15日 - ）は、日本の地方公務員、経営者。元北海道副知事、元北海道庁経済部長。瑞宝中綬章受章。

## 人物
AIR DO（北海道国際航空）取締役会長。
北洋銀行常勤監査役、元北海道副知事、元北海道経済部長を歴任。1999年、北海道庁経済部次長時代に、経営破たんした苫小牧東部開発株式会社の再建を託され、社長として赴任、任期の2001年まで黒字経営を続けた。この経営力・手腕がかわれ北海道経済界の強い推挙により、AIR DO会長に就任した。
高橋はるみの後援会長を務めていた。

## 経歴
- 函館ラ・サール高等学校卒業(1期生)。
- 1967年3月（昭和42年）北海道大学水産学部卒業。同年4月に北海道庁入庁。
- 1980年（昭和55年）東京事務所主査（通商産業省）
- 1992年（平成4年）企画振興部企画室参事
- 1994年（平成6年）商工労働観光部総務諌長
- 1995年（平成7年）商工労働観光部石炭対策室長
- 1996年（平成8年）企画振興部計画室長
- 1997年（平成9年）総合企画部計画室長
- 1998年（平成10年）経済部次長
- 1999年（平成11年）経済部参与
- 2001年（平成13年）経済部長
- 2003年（平成15年）北海道副知事
- 2006年（平成18年）北洋銀行常勤監査役
- 2008年（平成20年）北海道信用保証協会会長

## 栄典
- 2015年11月 秋の叙勲で地方自治功労による瑞宝中綬章を受章[2]